# Montigné-le-Brillant
Montigné-le-Brillant és un municipi francès situat al departament de Mayenne i a la regió de País del Loira. L'any 2007 tenia 1.256 habitants.

## Demografia

### Població
El 2007 la població de fet de Montigné-le-Brillant era de 1.256 persones. Hi havia 446 famílies de les quals 67 eren unipersonals (39 homes vivint sols i 28 dones vivint soles), 154 parelles sense fills, 213 parelles amb fills i 12 famílies monoparentals amb fills.
La població ha evolucionat segons el següent gràfic:
Habitants censats

### Habitatges
El 2007 hi havia 475 habitatges, 450 eren l'habitatge principal de la família, 6 eren segones residències i 19 estaven desocupats. 470 eren cases i 3 eren apartaments. Dels 450 habitatges principals, 372 estaven ocupats pels seus propietaris, 77 estaven llogats i ocupats pels llogaters i 1 estava cedit a títol gratuït; 1 tenia una cambra, 10 en tenien dues, 26 en tenien tres, 94 en tenien quatre i 320 en tenien cinc o més. 354 habitatges disposaven pel capbaix d'una plaça de pàrquing. A 142 habitatges hi havia un automòbil i a 294 n'hi havia dos o més.

### Piràmide de població
La piràmide de població per edats i sexe el 2009 era:
| Homes | Edats   | Dones |
| ----- | ------- | ----- |
| 0     | 95 o +  | 0     |
| 0     | 90 a 94 | 20    |
| 4     | 85 a 89 | 4     |
| 0     | 80 a 84 | 4     |
| 4     | 75 a 79 | 4     |
| 8     | 70 a 74 | 16    |
| 12    | 65 a 69 | 12    |
| 32    | 60 a 64 | 12    |
| 4     | 55 a 59 | 28    |
| 52    | 50 a 54 | 40    |
| 56    | 45 a 49 | 48    |
| 68    | 40 a 44 | 72    |
| 36    | 35 a 39 | 52    |
| 32    | 30 a 34 | 24    |
| 20    | 25 a 29 | 36    |
| 36    | 20 a 24 | 12    |
| 76    | 15 a 19 | 44    |
| 56    | 10 a 14 | 60    |
| 36    | 5 a 9   | 48    |
| 24    | 0 a 4   | 32    |

## Economia
El 2007 la població en edat de treballar era de 823 persones, 645 eren actives i 178 eren inactives. De les 645 persones actives 627 estaven ocupades (328 homes i 299 dones) i 18 estaven aturades (7 homes i 11 dones). De les 178 persones inactives 76 estaven jubilades, 68 estaven estudiant i 34 estaven classificades com a «altres inactius».

### Ingressos
El 2009 a Montigné-le-Brillant hi havia 456 unitats fiscals que integraven 1.346,5 persones, la mediana anual d'ingressos fiscals per persona era de 19.903 €.

### Activitats econòmiques
Dels 29 establiments que hi havia el 2007, 1 era d'una empresa alimentària, 3 d'empreses de fabricació d'altres productes industrials, 4 d'empreses de construcció, 8 d'empreses de comerç i reparació d'automòbils, 2 d'empreses de transport, 1 d'una empresa d'hostatgeria i restauració, 1 d'una empresa financera, 1 d'una empresa immobiliària, 2 d'empreses de serveis, 4 d'entitats de l'administració pública i 2 d'empreses classificades com a «altres activitats de serveis».
Dels 8 establiments de servei als particulars que hi havia el 2009, 2 eren tallers de reparació d'automòbils i de material agrícola, 1 guixaire pintor, 2 fusteries, 1 electricista, 1 perruqueria i 1 restaurant.
Dels 2 establiments comercials que hi havia el 2009, 1 era una fleca i 1 un drogueria.
L'any 2000 a Montigné-le-Brillant hi havia 40 explotacions agrícoles que ocupaven un total de 1.113 hectàrees.

## Equipaments sanitaris i escolars
El 2009 hi havia 2 escoles elementals.

## Poblacions més properes
El següent diagrama mostra les poblacions més properes.